# Энгельс, Арне
А́рне Э́нгельс (нидерл. Arne Engels; род. 8 сентября 2003, Бельгия) — бельгийский футболист, полузащитник шотландского клуба «Селтик» и сборной Бельгии.

## Клубная карьера
Воспитанник «Брюгге», Энгельс присоединился к немецкому клубу «Аугсбург» 3 января 2023 года.
30 августа 2024 года шотландский «Селтик» объявил о трансфере Энгельса.

## Карьера в сборной
Выступал за сборные Бельгии до 15, до 16, до 19 лет, до 21 года и за основную сборную Бельгии.

## Достижения
«Селтик»
- Чемпион Шотландии: 2024/25
- Обладатель Кубка шотландской лиги: 2024/25